# لورينزو مانزين
لورينزو مانزين (بالفرنسية: Lorrenzo Manzin)‏ (و. 1994  م) هو راكب دراجة هوائية فرنسي، ولد في سان ديني، شارك في طواف إسبانيا.

## سباقات أو مراحل فاز بها
| التاريخ        | السباق                                   | المركز                                          |
| -------------- | ---------------------------------------- | ----------------------------------------------- |
| 01 يناير 2015  | كأس فرنسا لركوب الدراجات على الطريق 2015 | الثالث في تصنيف أفضل شاب                        |
| 26 أبريل 2015  | لا رو تورانجيل 2015                      | الفائز في التصنيف العام                         |
| 14 أبريل 2016  | جائزة دينين الكبرى 2016                  | الخامس في التصنيف العام                         |
| 21 مايو 2017   | Grand Prix de la Somme 2017              |                                                 |
| 08 أكتوبر 2017 | طواف باريس 2017                          | المرتبة 12 في التصنيف العام                     |
| 11 مارس 2018   | باريس تروا 2018                          | الثاني في التصنيف العام                         |
| 10 أبريل 2018  | باريس-كاممبير 2018                       | الثامن في التصنيف العام                         |
| 20 مايو 2018   | طواف أين 2018                            | التاسع في تصنيف النقاط                          |
| 17 يونيو 2018  | 2018 إلفستدنروند                         | الثامن في التصنيف العام                         |
| 01 أغسطس 2018  | طواف فالوني 2018                         | الرابع في تصنيف النقاط، الثامن في التصنيف العام |
| 05 أغسطس 2018  | بولينورماند 2018                         | الثالث في التصنيف العام                         |
| 01 مايو 2019   | طواف دي بريتاجن 2019                     | الفائز في التصنيف العام                         |
| 12 مايو 2019   | 2019 Grand Prix de la Somme              | الفائز في التصنيف العام                         |
| 24 يناير 2021  | غران برميو فالنسيا 2021                  | الفائز في التصنيف العام                         |

## روابط خارجية
- لورينزو مانزين على موقع الاتحاد الدولي للدراجات (الإنجليزية)
- لورينزو مانزين على موقع أرشيف الدراجات (الإنجليزية)
- لورينزو مانزين على موقع إحصائيات الدراجات الإحترافية (الإنجليزية)
- لورينزو مانزين على موقع نسبة الدراجات (الإنجليزية)